# Абдалійське ханство
Абдалійське ханство — феодальна держава, що існувала на території сучасного Афганістану у XV—XVIII ст.

## Історія
У XVI ст. Сефевіди підпорядкували Герат і вели довгу боротьбу із Моголами за місто Кандагар, яка закінчилася у середині XVII ст., коли ним заволоділи шахи Ірану. У цій боротьбі вожді абдалійських племен підтримували обидві сторони, не маючи прихильності лише до однієї з них.
Наприкінці XVI ст. вождем абдалійського племені, що жило навколо Кандагара, став Садо. Він виступив на боці Сефевідів, маючи особливу прихильність шаха Аббаса, який призначив його главою всіх абдал, надавши титул «мир-і афагіна» («володар афганців») і доручивши оборону шляху від Герата до Кандагара. Після цього рід Садозаїв, нащадків Садо, став відомий як хан-хель абдалі. Члени роду Садозаїв почали користуватися привілеями, а також на них не поширювався звичай кровної помсти.
Із середини XVII ст. землі абдалійського племені та більшої частини племені гільзаїв опинилися під владою Сефевідів. Сефевідські намісники жили у Кандагарі, а у інших містах стояли іранські гарнізони. Для укріплення влади над афганцями вони розпалювали ворожнечу між гільзаями й абдалами, а деяких афганців зі знаті залучали на військову службу за титули, земельні уділи й дарунки. Однак панування Сефевідів над афганцями було нетривалим. Наприкінці XVII—початку XVIII ст. на сході Ірану почало бунтувати сунітське населення, над яким гніт іранських феодалів був особливо жорстоким у зв'язку з посиленням впливу шиїтського духовенства на політику шахського двору. У квітні 1709 року гільзаї на чолі з Мір Вайсом підняли повстання та вибороли незалежність.
Слідом за гільзаями незалежність змогли досягти й абдалі, які підняли у 1716 році повстання в Гераті. Абдалійські хани з роду Садозаїв почали самостійно панувати навколо міста. Першим правителем був Абдаллах-хан, який у 1719 році відбив наступ Сефевідів, але потерпів невдачу у боях з гільзаями за Фарах.
Однак гільзайське й абдалійське князівства проіснували недовго. Ворожнеча між ними завадила афганським князівствам об'єднатися задля боротьби проти Надер-шаха, що спричинило поразку абдал. Навесні 1729 року Надер-шах розбив ущент гератських абдал і захопив Герат.

## Політика Надер-шаха
Надер-шах включив до складу своєї держави основні регіони поселення афганців. Він покладався на абдалі, але був суворим до гільзаїв та інших племен, котрі вважав небезпечними. За роки панування Надер-шаха абдали суттєво зміцнились за рахунок ослаблення гільзаїв. Плем'я хотакі, яке було основною опорою незалежних правителів Кандагару, він переселив у Хорасан, а землі племені в Кандагарській області віддав абдалійцям.
У завойованих регіонах Афганістану Надер-шах часто призначав правителями ханів із абдалі. Вони отримали від шаха плодючі землі у Кандагарській оазі, що оброблялася таджицькими селянами. Також був проведений кадастровий розподіл землі.
Після вбивства Надер-шаха, державу очолив Ахмед-хан з роду Садозаїв, який був одним із абдалійських військових керівників, що служив шаху. Завдяки умілості Ахмед-хана афганський загін успішно повернувся на рідну землю, захопивши артилерію Надер-шаха і частину його казни. Восени 1747  року Ахмед-хан привів їх до Кандагару. У жовтні того ж року Ахмед-хан був обраний шахом Афганістану (1747—1773).
У афганській державі основні позиції займала абдалійська знать. Найважливіші державні і військові посади були спадково закріплені за абдалійськими родинами. Усі племена абдалі отримали від Ахмед-шаха почесну назву «дуррані» («перлинні»), яка відома й до сьогодні. Стара назва — абдалі — поступово вийшла з ужитку. Державу Ахмед-шаха та його наступників називають Дурранійською державою, оскільки дурранійські хани очолювали політичну сферу, а саме їхнє плем'я було привілейованим.

## Правителі
Династія Абдалі (Дуррані) (1586—1747). Південно-Східний Афганістан. Васали Моголів.
- Малік Садо (1586—1610)
- Даулат-хан (1706)
- Насир Мухамед-хан, син (1706)
- Рустам-хан, брат (1706—1708)
- Заман-хан, брат (1708—1726)
- Абдула-хан (у Гераті 1716—1718)
- Ахмад-шах Дуррані (1726—1771, шах із 1747)

1747—1826 роки — династія Дуррані в Афганістані.